# كسر هولدزوورث
كسر هولدزوورث (بالإنجليزية: Holdsworth fracture)‏ هو كسر غير مستقر في الفقرات القطنية والفقرات الصدرية لـ العمود الفقري. تشكل الإصابة الكسر من خلال جسم العمود الفقري، وتمزق أربطة العمود الفقري الخلفية وكسور المفاصل الوجيهية.
وقد وصفت الإصابة بواسطة السير فرانك هولدزوورث في عام 1963م. كما وصف آلية هذه الإصابة كإصابة متعاقبة الانثناء ، وذكر أنه ينبغي أن يعالج خلع الكسر غير المستقر بواسطة دمج الفقرتين المتضررة .